# 刘香成

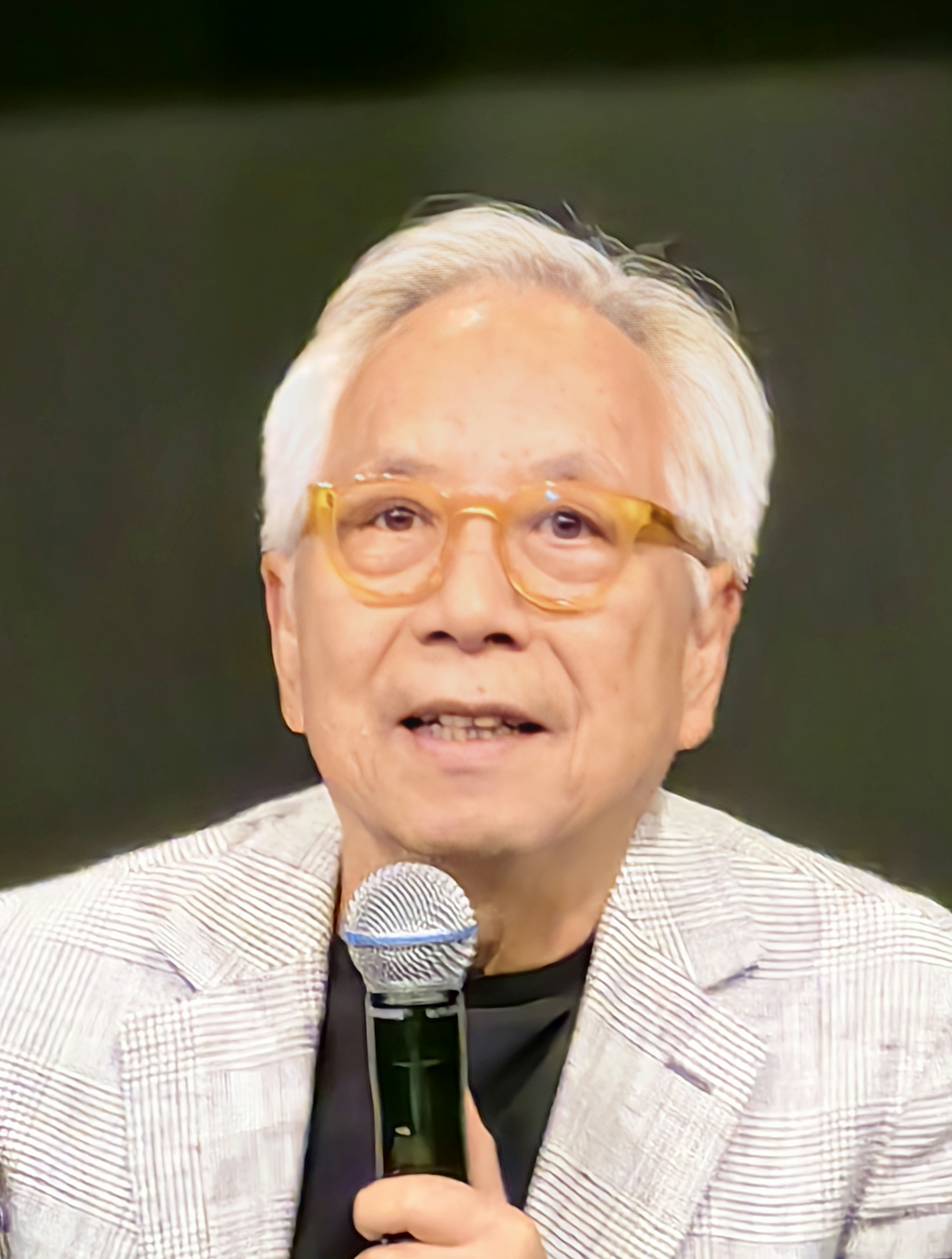
刘香成在2024年香港书展

刘香成（1951年10月—），出生于香港，美籍华裔摄影师、记者、媒体人。1992年普利策奖得主。

## 生平
刘香成在香港出生，幼年在福州度过，1960年回到香港。16岁前往美国留学，就读于纽约市立大学亨特学院。毕业后成为记者，曾任美国《时代》周刊与美联社的通讯员、摄影记者，先后派驻北京、洛杉矶、新德里、首尔、莫斯科等地。他作为驻华、驻苏摄影记者，见证了毛泽东去世、恢复高考、八九民运、苏联自阿富汗撤军、苏联解体等重大历史事件，也是知名作品《坦克人》的发稿者。1989年因其六四事件的照片获密苏里大学传媒学院年度最佳照片奖。同年还被评为美联社最佳摄影师。1991年，时任美联社驻莫斯科记者的刘香成拍摄了苏联总统戈尔巴乔夫宣布苏联解体瞬间的照片，并因此与同事一起获1992年普利策奖“现场新闻摄影奖”。
1997年刘香成出任时代华纳驻中国首席代表。2000年至2005年间任新闻集团（中国）常务副总裁，同时担任新闻集团全资子公司星空传媒集团的资深副总裁。此后加入创新艺人经纪公司（Creative Artists Agency）担任高级顾问。2009年起任现代传播集团内容总监。2010年上海世博会期间还曾任上海企业联合馆“升华梦想，上海肖像”影像征集活动的策展人。2013年8月，刘香成在中国上海的上海中华艺术宫举办题目为“中国梦”的个人摄影展。

## 作品
- 《毛以后的中国》（China after Mao，1983年）
- 《苏联：帝国的解体》（USSR: Collapse of an Empire，1992年）
- 《中国：一个国家的肖像》（China, Portrait of a Country，2008年）
- 《上海：1842－2010，一座伟大城市的肖像》（Shanghai: A History in Photographs, 1842-Today，2010年）